# Ихтиандр
Ихтиа́ндр (от др.-греч. ἰχθύς «рыба» + ἀνήρ «мужчина, человек») — персонаж научно-фантастического романа Александра Беляева «Человек-амфибия», а также снятых по этому роману фильмов. Человек, обладающий способностью дышать и перемещаться под водой.

## Происхождение
Согласно книге, Ихтиандр — в прошлом индейский мальчик из племени араукана, которому, при операции по удалению опухоли, аргентинский хирург Сальватор пересаживает жабры молодой акулы. Благодаря этому Ихтиандр стал дышать под водой и много лет жил там. 

## Внешность
Согласно книге он стройный, красивый молодой человек, с правильным овалом лица, прямым носом, тонкими губами и большими глазами. Имеет родимое пятно на плечеили шее. Имеет жабры. Жабры представляют собой круглые отверстия по десять сантиметров в диаметре, расположенные под лопатками и закрытые пятью тонкими полосками.

## Способности и знания
Имеет как жабры, так и легкие, может дышать под водой. Может слышать, и  улавливать колебания в воде, благодаря чему может избежать опасности, например, нападение акулы. 
Из-за условий своего существования, а также воспитания со стороны доктора Сальватора, Ихтиандр имеет ограниченные познания. Он довольно хорошо знал географию, известные океаны, моря, главнейшие реки, некоторые познания в астрономии, навигации, физике, ботанике, зоологии; кое что о расах, об истории народов. Вместе с тем, о политике и экономике знал не больше пятилетнего ребёнка. Также он не знает даты, будь то год, месяц или день недели, из-за чего его признали недееспособным. Знает испанский и английский языки. Умеет делать искусственное дыхание. Приручил дельфина.

## Характеристика
По характеру Ихтиандр застенчив. Не глуп — остроумен. Хоть он и похож на большого ребёнка, ему присуще обостренное чувство справедливости. Атеист.

## Снаряжение

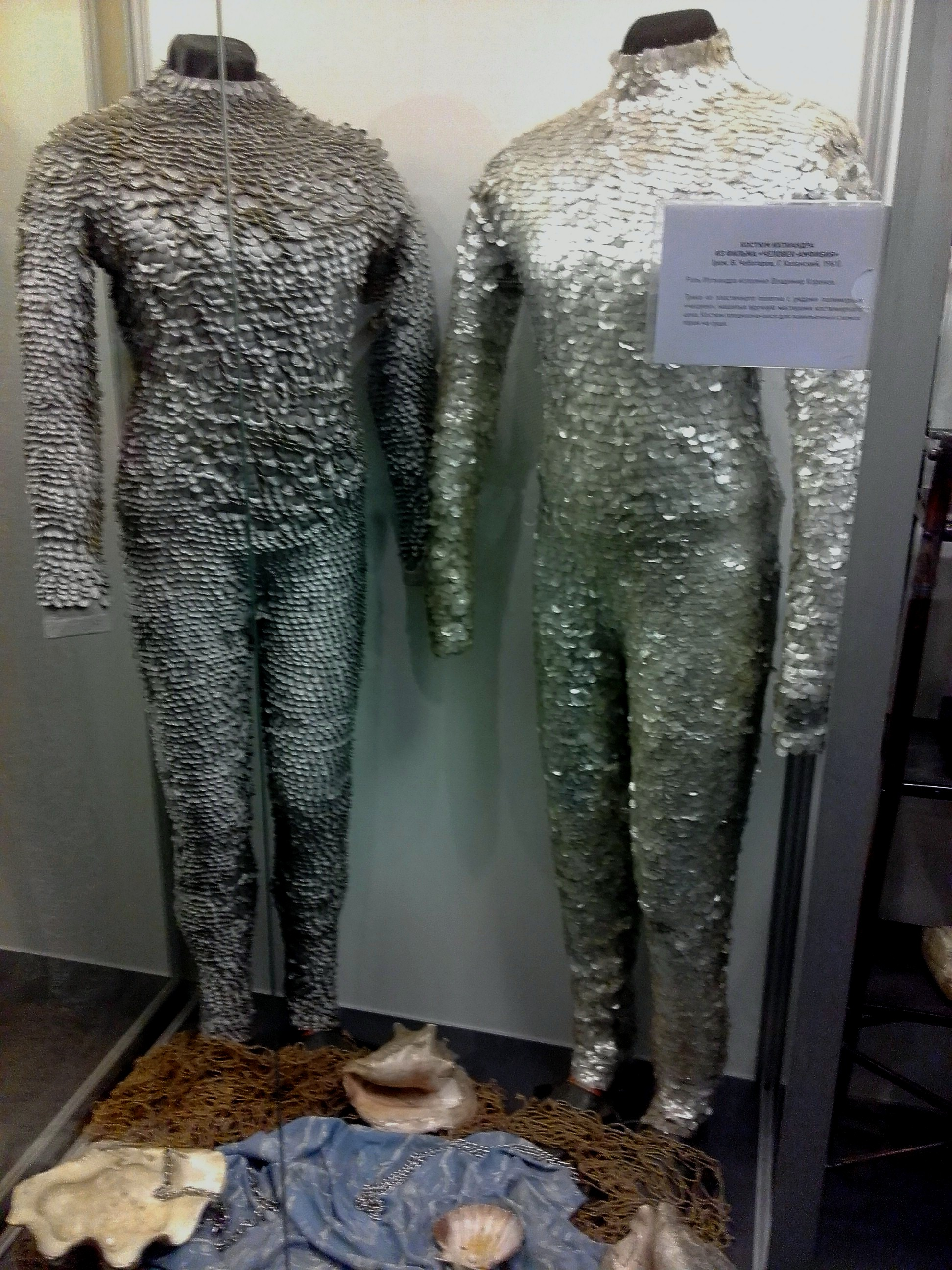
Костюм Ихтиандра из фильма Человек-амфибия. Экспонаты киностудии "Ленфильм", Санкт-Петербург

Так как Ихтиандр проводит много времени в океане, доктор Сальватор предоставил ему специальное снаряжение: чешуйчатый костюм из гибкого и прочного вещества, который не задерживал дыхание жабр и надёжно защищал от зубов акулы или острого ножа. Очки с особыми стёклами из тяжёлого флинтгласа, показатель преломления которых равен почти двум, что позволяло Ихтиандру лучше видеть под водой. Перчатки из зеленоватой резины с удлиненными суставчатыми тростинками, вделанными в резину, и снабжены перепонками. Для ног эти пальцы были удлинены ещё больше, что позволяло ему быстро плавать по-лягушачьи. В качестве оружия у Ихтиандра имелся нож, который он применял в случае необходимости.

## Продолжение
По свидетельству друзей и знакомых Беляева, он не любил писать продолжения своих произведений: «…когда роман написан, герои его меня больше не интересуют…». Однако Ихтиандр был его любимым героем. Беляев рассказывал продолжение истории об Ихтиандре своим друзьям и знакомым, однако продолжение романа так и не вышло. Позднее писатель Александр Климай написал два романа — «Ихтиандр» и «Морской дьявол», о дальнейших приключениях Человека-амфибии.

## Экранизации
- 1961 — Человек-амфибия
- 2004 — Морской Дьявол, сериал по мотивам романа «Человек-амфибия»
- 2015 — Человек-амфибия, фильм Сергея Бодрова
- 2015 — Последний человек Атлантиды, мультфильм Александра Атанесяна, совмещающего сюжеты Человека-амфибии и Последнего человека из Атлантиды[16][17]. Ихтиандр является принцем атлантов, пережившим катаклизм, который уничтожил Атлантиду.

## Влияние
- Донецкий водолазный клуб был назван в честь героя Беляева. Заслугой клуба является проект по созданию первого в СССР подводного дома Ихтиандр-66.
- Daphnella ichthyandri[18] — морская улитка, названная в честь Ихтиандра.
- Chlorophthalmus ichthyandri[19] — морская рыба, названная в честь Ихтиандра.
- Термин «ихтиандр» применим как синоним акванавта.

## Архетипчеловека-амфибиивмифологии
Образ человека-амфибии в различных мифологиях являлся отражением мечты о возможности человека в равной мере свободно находиться и перемещаться под водой и на суше. Вода всегда являлась недоступным и таинственным местом для человека. Отчасти в связи с её недоступностью, в поздней мифологии с водой были связаны тёмные и отрицательные, теневые силы, нашедшие отражение в мифах об утопленницах, морских чертях и водяных (поговорка: в тихом омуте черти водятся). Мокрое и сырое, в китайской мифологии, выражалось в виде тёмной и женственной силы инь (ср. женственный и пленительный образ сирены, русалки).
Глубина воды также вызывала подсознательный страх перед неведомым, которое одновременно влекло и отпугивало своими увлекательными возможностями (наличием кладов, сокровищ на дне моря, но одновременно наличием дьявольских существ и драконов).
Ниже представлены жители водных пространств, часто представляемые в виде получеловека-полурыбы либо человека-полулягушки в различных мифологиях мира.
- «Жители моря» в арабской мифологии и в сказках Шехерезады.
- Русалки в славянской и западноевропейской мифологии.
- Тритоны и сирены в древнегреческой мифологии.
- Шелки — люди-тюлени в кельтской мифологии.

## Архетип человека-амфибии в популярной культуре
Образ человека-амфибии или человека-рыбы популяризировался и нашёл отражение в современных явлениях культуры:
- Глубоководные — существа, отчасти лягушки, рыбы и люди, жители моря из рассказов Г. Лавкрафта, а также во многих ролевых играх, вдохновлённые данными рассказами.
- Gillman («жаброчеловек») — персонаж фильма «Тварь из Чёрной Лагуны».
- Морские эльфы — в ролевых играх и произведениях фэнтези.
- Ихтиосапиенс — человек с жабрами, мутант, главный герой в фильме «Водный мир».
- Образ русалки обыгран во множестве произведений литературы и кино.
- В одном из выпусков юмористической передачи «Городок» есть пародийная сцена, названная «Человек-амфибия 30 лет спустя».
- Аквамен и Нэмор — персонажи комиксов.
- Гидрокомбисты — люди, обладающие способностью с помощью специальной экипировки потреблять кислород из воды, в повести «Акванавты» и одноимённом фильме.
- Эйб Сапиен[англ.] — подводный человек, герой комиксов и фильмов о Хеллбое.
- Человек-амбифия — герой фильма Форма воды режиссера Гильермо Дель Торо. Разумное существо, проживающее в джунглях Южной Америки.